# 松野菊太郎
松野 菊太郎（まつの きくたろう、慶応4年1月23日（1868年2月16日） - 昭和27年（1952年）1月25日）は、日本の牧師。日本のホーリネス運動の草分け。

## 生涯
1868年（慶応4年）に甲斐国（現・山梨県甲府市下曽根町）に生まれた。1885年（明治18年）東京商業学校（現・一橋大学）に入学したが中退し、青雲の志を抱いて1888年（明治21年）渡米し、サンフランシスコで働く。翌年7月に日本人福音教会寄宿舎の祈祷会に出席し、回心を経験。メソジスト教会の監督M・C・ハリスから洗礼を受ける。1891年（明治24年）にサンフランシスコで笹尾鉄三郎ら日本人たちのリバイバルを経験し、これをきっかけに伝道に身を投じ、1893年9月アメリカで按手礼を受ける。しばらくハワイで伝道した後1894年帰国。
帰国後、米国で一緒だった笹尾、河辺貞吉ら「純福音派」の人々と共に「ちいさき群」と名乗り、共同生活を営み、東京で伝道を開始した。後にリバイバル伝道のため「キリストの福音、救いの歌」と題する讃美歌集を編纂。
新妻の栄子夫人と郷里にてバプテスト宣教師J・C・ブラントを助けて開拓伝道。さらに水戸でも伝道。1900年東京に戻る。文書伝道のかたわら、芝新網の困窮者伝道に従った。1903年東京伝道学校教授に就任。日露戦争が始まると同時に「黙示録略解」を執筆、出版。
1906年小崎弘道と共に霊南坂教会の牧師になる(松野は副牧師)。翌年、日本クリスチャン教会の麻布教会（現・日本基督教団聖ヶ丘教会）の牧師となり1944年に引退するまで37年間在任。第3代牧師として無牧の状態にあった同教会を自給教会へと育成した。
1909年教会員に呼びかけて「報恩会」を組織し、貧しい結核患者の慰問と財的援助に尽力した。これは現在の「信愛報恩会」に引き継がれている。「報恩会」とは、有志の者から毎月「健康税」として十銭ずつを徴収し、これを積み立てて、身寄りの無い結核患者を援助するという松野の構想が教会員の賛同を得て組織化されたものである。
また、この活動資金集めのため、有志が会費を出し合って演芸会などを催し、利益を報恩会に捧げたが、これが後に教会や各種団体が行う様になった音楽会や映画会などの催しの先駆であるとしている。
この間、松野は日本クリスチャン教会年会議長、日本日曜学校協会理事、日本基督教会同盟幹事、東京YMCA監事、教文館総主事などを務めたが、教派合同が宿願であり、超教派の活動を行った。
1933年（昭和8年）のホーリネス分裂事件の際には間に入り調停を助け、2年後の1935年（昭和10年）11月28日に鉄道ホテルで行われた和協分離の午餐会に参加する。そこで、日本ホーリネス教会の中田重治監督派と車田秋次委員会らと共に席に付く。その席上、松野は司会の星島二郎に指名されてスピーチを行う。その内容は、アブラハムが死んだ時、イサクとイシュマエルが仲直りして葬式を行い、イサクが死んだ時には、エサウとヤコブが仲直りして葬式をしたという創世記の出来事を引用して、「中田が死ねばきっとみんな一緒になるだろう」という皮肉交じりの内容であった
1933年に「神の国新聞」に連載していた「天使の手記」を出版。戦中から戦後にかけての主張に「君、僕主義」があり、相手を君とし、自分をしもべ(僕)とする精神が世界に平和を来たらすと説いた。
戦後の著書に「基督教勘どころ」「基督教梗概」がある。
敬虔な福音的信仰と温厚な人柄により、常に教界の諸活動の円滑な運営に貢献した。1952年世田谷で没。83歳。